# Col du Klausen
Le col du Klausen est un col des Alpes suisses qui relie le canton d'Uri au canton de Glaris. Il se situe à 1 948 mètres d’altitude. Entre Altdorf et le col, la route traverse le Schächental, puis du sommet à Linthal, elle emprunte l’Urnerboden.
Entre 1922 et 1934, le col a servi de parcours pour une course de côte destinée aux  voitures et aux motocyclettes, dite côte du Klausen Altdorf.
Depuis 1993, des courses de voitures anciennes y sont régulièrement organisées.

## Ascension cycliste
En 2008, le Tour de Suisse y a organisé un contre-la-montre, remporté par Roman Kreuziger.